# Estação Campos Elíseos
Campos Elíseos é uma estação de trem localizada em Duque de Caxias, no Rio de Janeiro.
A estação foi aberta com o nome de Altura. Passou a ter o nome atual de Campos Elisios na década de 1940.